# Napaeus
Napaeus é um género de gastrópode  da família Enidae.
Este género contém as seguintes espécies:
- Napaeus aringaensis Yanes et al., 2011
- Napaeus barquini Alonso & Ibáñez, 2006
- Napaeus grohi Yanes et al., 2011
- Napaeus isletae Groh & Ibanez, 1992
- Napaeus josei Yanes et al., 2011
- Napaeus lajaensis Castillo et al., 2006
- Napaeus nanodes Shuttleworth, 1852
- Napaeus pygmaeus Ibanez & Alonso, 1993
- Napaeus validoi Yanes et al., 2011
- Napaeus venegueraensis Yanes et al., 2011